# 蔡昆成
蔡昆成（約1986年－），臺灣麵包店界的知名烘焙師傅，師承莊鴻銘。
喜劇演員